# Marco Bellavia
Marco Bellavia (Milano, 9 dicembre 1964) è un ex modello, conduttore televisivo e attore italiano.

## Biografia
Terminato il liceo scientifico, inizia a posare come modello, frequentando nel frattempo il corso di laurea in Scienze geologiche presso la facoltà di Scienze matematiche, fisiche e naturali dell'Università degli Studi di Milano che abbandona dopo tre anni. 
Nei primi anni ottanta partecipa come attore a diversi spot televisivi per prodotti quali Computer Apple, Normaderm, Shampoo Clear e Raider (poi divenuto Twix).
Nel 1986 ha partecipato alla serie tv Fininvest Love Me Licia, dove interpreta il ruolo di Steve. 
Negli anni seguenti ha partecipato a quasi tutte le serie televisive della saga di Licia, tranne che in Teneramente Licia e il successo e la popolarità presso il grande pubblico sono arrivati, col ruolo sempre di Steve, nella nuova saga Arriva Cristina e con quello di conduttore del programma per ragazzi delle reti Mediaset Bim Bum Bam, dal 1990 al 2001. In questi anni, dal 1992 al 1995, ha avuto una relazione con la showgirl Paola Barale.
Nel 1996 ha realizzato, come attore e autore, una sit-com per Fininvest dal titolo La pattuglia della neve, girata nei pressi di Fai della Paganella e, sempre su Fininvest, nel frattempo divenuta Mediaset, ha condotto nel 2000 la prima edizione italiana di Robot Wars.
Nel 2001 è entrato a far parte del cast di Forum rimanendovi per due stagioni e, l'anno successivo, ha partecipato come inviato a Stranamore. 
Nel 2005 scrive e conduce Snow Food, programma itinerante per Gambero Rosso Channel.
Dal 2006 al 2008 collabora con la rete televisiva Telenova e nel 2009 per Canale Italia alla realizzazione di alcuni programmi.
Nel 2022 ha partecipato come concorrente alla settima edizione del Grande Fratello VIP, ma ha abbandonato il programma dopo 13 giorni. Alcuni concorrenti del reality show sono stati accusati di bullismo nei suoi confronti. In particolare, a causa di questa vicenda Gegia è stata radiata dall'albo dell'ordine degli psicologi del Lazio. Successivamente, i due hanno fatto pace e sono ora in buoni rapporti. 

## Filmografia
- Love Me Licia – serie TV (1986)
- Licia dolce Licia – serie TV (1987)
- Balliamo e cantiamo con Licia – serie TV (1988)
- Arriva Cristina – serie TV (1988)
- Cristina – serie TV (1989)
- Cri Cri – serie TV (1990)
- La pattuglia della neve – sitcom (1996)

## Programmi televisivi
- Bim Bum Bam (Italia 1, 1990-1991; 1997-2000; Canale 5, 1991-1997) – conduttore
- I Cartonissimi (Rete 4, 1991) – conduttore
- Game Boat (Rete 4, 1996) - co-conduttore
- Robot Wars (Italia 1, 2000-2001) – conduttore
- Forum (Rete 4, 2001-2002) – collaboratore
- Stranamore (Canale 5, 2002) – inviato
- Snow Food (2005) – conduttore
- Grande Fratello VIP 7 (Canale 5, 2022) – concorrente